# He's Too Sexy for His Fat
He's Too Sexy for His Fat (titulado Demasiado sexy para ser tan gordo en España y Es muy sexy para su grasa en Hispanoamérica es el decimoséptimo episodio de la segunda temporada de la serie Padre de familia emitido en FOX el 27 de junio de 2000. El episodio está escrito por Chris Sheridan y dirigido por Glenn Hill.
La trama se centra en Chris, quien acomplejado por su físico decide ponerse a régimen, mientras que Peter empieza a volverse adicto a las liposucciones hasta tal punto de volverse un narcisista.

## Argumento
Los remedios naturales de Brian para acabar con sus pulgas resultan ser ineficaces después de que la casa de su familia sufra una infestación, por la cual es necesaria una desinfección íntegra de la propiedad que obliga a los Griffin a vivir fuera. Culpable por lo sucedido, este les paga la estancia en un hotel hasta que la casa vuelva a ser habitable. Al tiempo que todos disfrutan de la piscina, Chris empieza a pasarlo mal con su aspecto físico después de que la gente empiece a meterse con su obesidad. Conscientes de la vergüenza que siente su hijo por sí mismo, Lois le pone a dieta mientras que Peter le ayudará a hacer ejercicio. Sin embargo, Chris no termina por aceptar los nuevos platos que le sirve su madre y es incapaz de perder un gramo. Desesperado, Peter lleva a su hijo a un cirujano para que se someta a una liposucción, pero este se niega a someterse a tal operación y decide seguir con el régimen alimenticio de su madre, quien tras enterarse de las intenciones de su marido no duda en felicitar a su hijo por la decisión tomada al mismo tiempo que carga contra Peter hasta que descubre que este se ha sometido a una operación de reducción de estómago que le deja irreconocible. Por otro lado Meg no puede evitar sentirse atraída por el nuevo aspecto de su padre y le pide permiso a Lois para someterse a una liposucción recibiendo un no por respuesta, en cuanto a Stewie, al aprovechar que su hermano está a dieta, trata de fastidiarle comiendo más de lo que debe hasta tal punto de sufrir de sobrepeso hasta que un día, la trona en la que está es incapaz de aguantar su peso. Al final del episodio vuelve a su complexión normal sin explicación alguna de como perdió kilos.
Tras reprimir a Peter por su comportamiento, este malinterpreta las palabras de su mujer y vuelve de nuevo al cirujano para que le haga otras mejoras (entre ellas un cambio de nalgas, ya que las viejas tenían una raja). Al volver a casa, Lois le encuentra totalmente musculado y empieza a sentirse cada vez más atraída hacía él a pesar de entrar en conflicto consigo misma. Pronto, Peter descubre las ventajas de ser una "persona guapa" después de conocer al director de un exclusivo club de miembros totalmente "guapos". Mientras tanto Lois empieza a preocuparse del reciente comportamiento de su marido como pegar una foto suya tamaño carné sobre la cara de esta del retrato de su boda u olvidarse de llevar a entrenar a Chris, Peter decide llevarle al club para que se tome el ejercicio en serio, sin embargo es persona non grata y le es prohibida la entrada por no ser "guapo". 
Chris entra en depresión y Lois se enfurece con Peter, sin embargo, la bronca no le hace entrar en razón, por lo que decide irse a dar una vuelta con el coche, pero es incapaz de prestar atención a la carretera al estar contemplando su rostro en el retrovisor, en consecuencia sufre un accidente en el que cae por una cuesta hasta acabar en una fábrica de manteca. Irónicamente cae dentro de uno de los silos y empieza a absorber el contenido deformándole el cuerpo hasta tenerlo como antes. Ya en el hospital, Peter se sorprende de ver que su familia está a su lado a pesar de haberse portado mal con ellos y se disculpa, haciendo hincapié en Chris, sin embargo, cuando Lois le pregunta si ha aprendido algo de lo sucedido, este responde tajantemente: "no".

## Referencias culturales

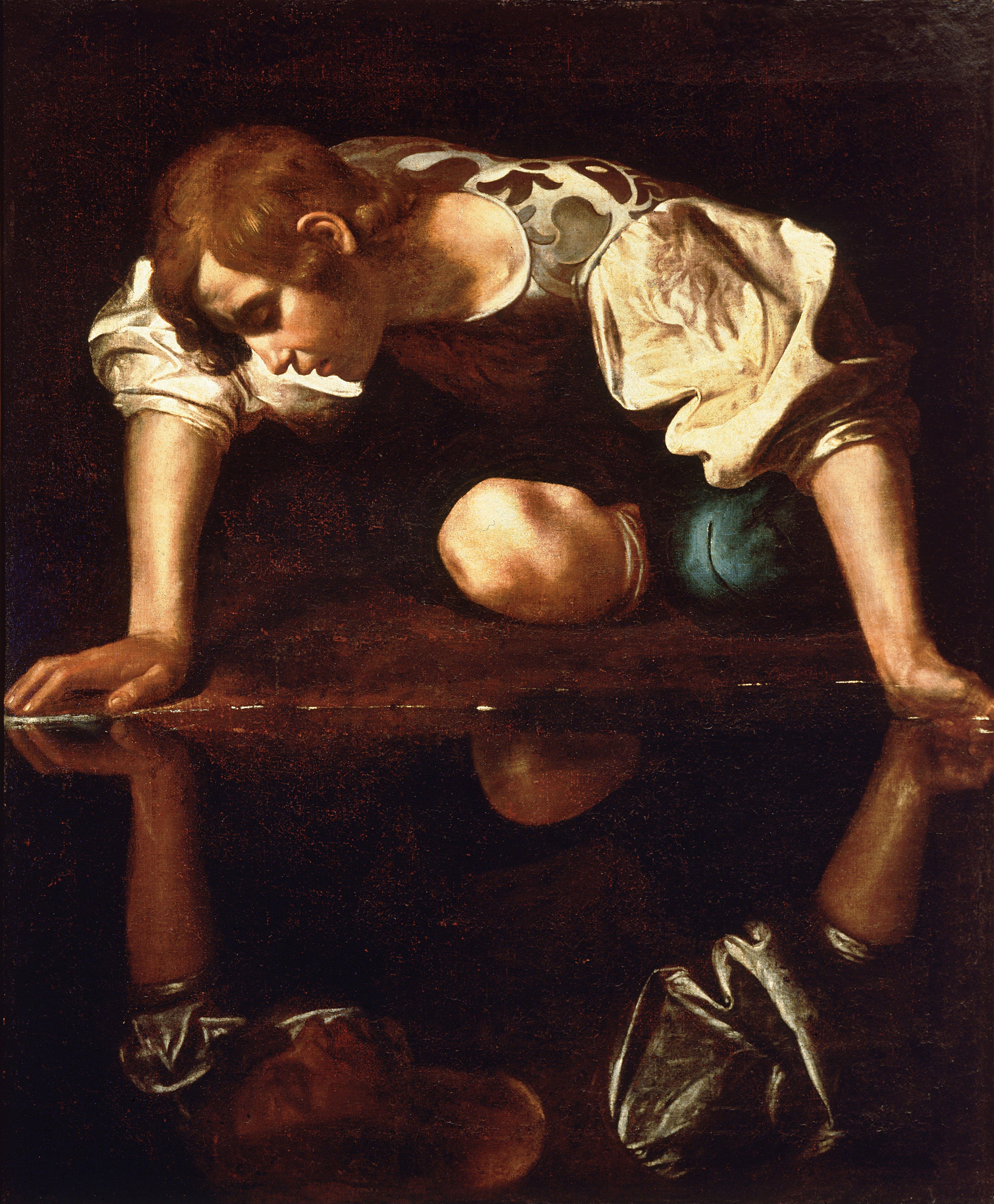
Imagen del Narciso, obra pintada por Caravaggio.